# Unilever
Unilever PLC este o companie multinațională britanică de bunuri de larg consum, cu sediul în Londra, Anglia. Produsele Unilever includ alimente, condimente, înghețată, vitamine, minerale și suplimente, ceai, cafea, cereale pentru micul dejun, agenți de curățare, purificatoare de apă și aer, hrană pentru animale de companie, pastă de dinți, produse de înfrumusețare și îngrijire personală. Unilever este cel mai mare producător de săpun din lume. Produsele Unilever sunt disponibile în aproximativ 190 de țări.
Unilever deține peste 400 de mărci, cu o cifră de afaceri în 2020 de 51 de miliarde de euro și treisprezece mărci cu vânzări de peste un miliard de euro: Axe/Lynx, Dove, Omo/Persil, Heartbrand (Wall’s), Hellmann's, Knorr, Lipton, Lux, Magnum, Rexona/Degree, Lifebuoy, Sunsilk și Sunlight.

## Unilever în România
Unilever deține o platformă industrială la Ploiești, care este una dintre cele mai moderne capacități de producție ale grupului, numărându-se și printre cele mai importante deținute de acesta în Europa. Platforma de la Ploiești cuprinde două fabrici: cea de detergenți de rufe și fabrica de produse alimentare, unde Unilever produce margarină, condimente universale, supe și muștaruri.
Compania domină piața românească de maioneză, prin mărcile Hellmann's, cu o cotă de piață de 14,5%, respectiv Knorr, cu 9,9% (februarie 2008). Printre mărcile firmei se mai numără și: Rexona, Cif, Domestos, Clear, Axe și Rama.
În anul 2009, Unilever a intrat în România și cu divizia de înghețată Algida, care s-a realizat concomitent cu achiziția unui brand local, Napoca, de la o altă companie multinațională – Friesland Foods.
Număr de angajați în 2009: 600

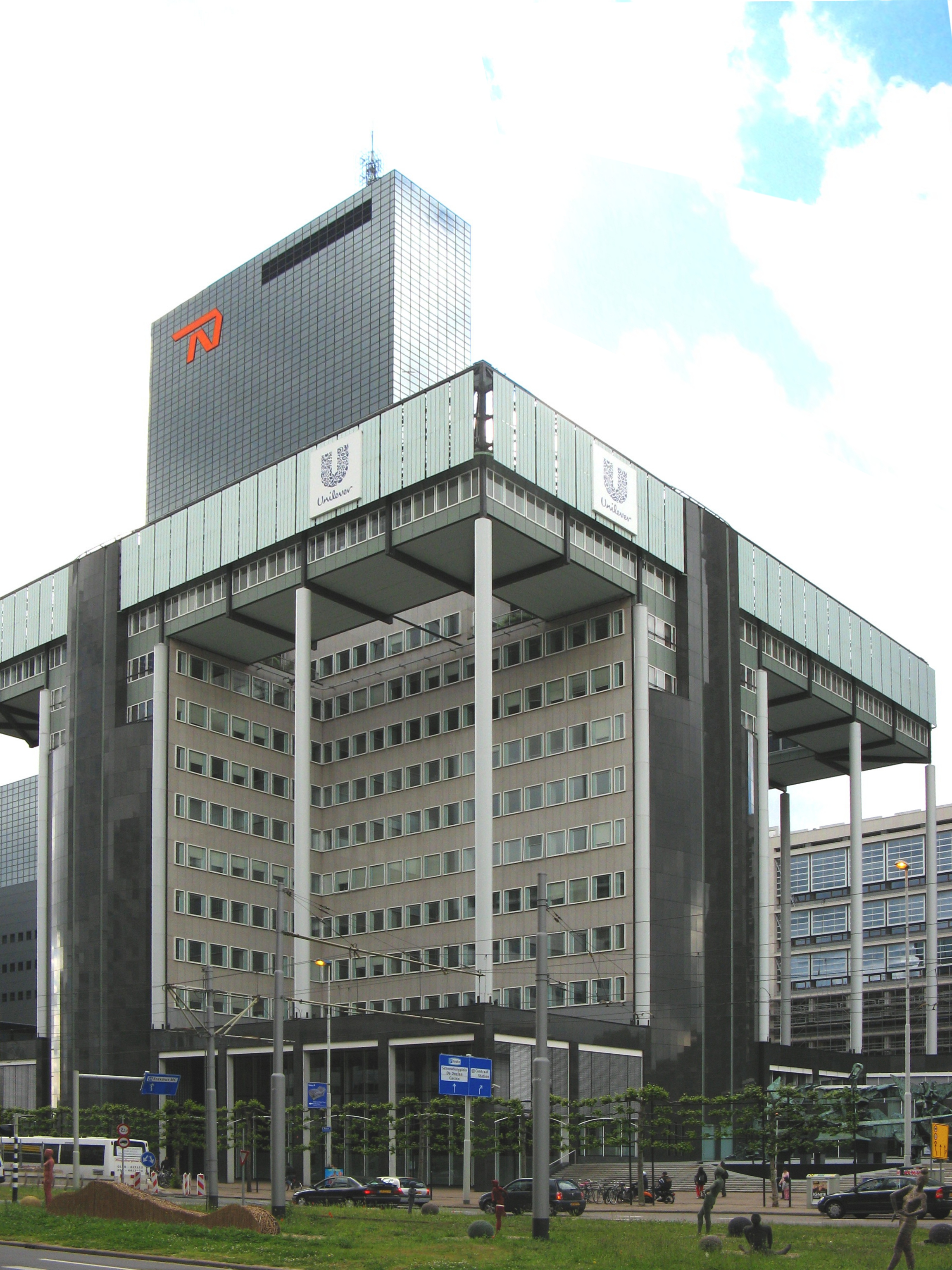
Unilever (Rotterdam)

Cifra de afaceri în 2008: 192 milioane euro